# 2019年飓风温贝托
飓风温贝托规模庞大、风力强劲，于2019年9月重创了英国海外领土百慕大，是2019年大西洋飓风季第八个获命名的风暴，第三场飓风和第二场大型飓风。系统源自东风波和上层低压槽长时间的相互影响，于9月13日成型，然后沿佛罗里达州东海岸平行移动，直至9月16日突然大幅转向东北。由于外界环境有利，气旋当天升级成飓风，并在9月18日达到最高强度，风速属三级飓风范围。协调世界时9月19日午夜零点左右，风暴中心从距百慕大不足百公里近海经过，然后因风切变增强、空气干燥减弱，深层对流逐渐消退，最终于9月20日清晨转变成强劲的温带气旋。
与两周前的飓风多利安相比，温贝托对巴哈马的破坏程度远远不及，当地仅出现狂风天气。佛罗里达州东岸降下小雨，阵风达到热带风暴强度，海上波涛汹涌，该州和北卡罗来纳州各有一人死于离岸流。风暴移动速度很快，而且经过百慕大近海期间正逢退潮，所以降水和沿海洪灾影响都不严重。但是，时速高达每小时177公里左右的地表风力和更强劲的阵风对大量树木、庄稼、屋顶和输电线路构成沉重打击，特别是最西端的岛链灾情严重。百慕大约九成香蕉作物毁于一旦，多达六百幢建筑屋顶受损，2.7万户失去供电；虽然大部分电路很快恢复正常，但还是有部分地点持续停电十天以上。L·F·韦德国际机场和百慕大气象局均有设施受损。整场飓风共对百慕大造成超过2500万美元损失，所幸无人伤亡。南面的飓风杰里一度对正在灾后清理的百慕大构成威胁，但事实证明只是虚惊一场。

## 发展历程
温贝托的源头可以追溯到2019年8月27日离开非洲西海岸的东风波，穿越大西洋期间没有发展多少对流活动。9月4日，东风波在小安的列斯群岛以东数百英里海域遇到中到上层低压槽，后被一分为二，其中南面部分穿过向风群岛，北面部分与低压槽均向西北移动。低压槽发展成熟后呈西北至东南走向，东面逐渐增强的反气旋气流促使东风波附近对流增强。对流受日循环等因素影响爆发，转向西北偏北的扰动天气因此于9月12日早上在经过特克斯和凯科斯群岛期间发展出大范围地面低气压。协调世界时9月12日晚21点，美国国家飓风中心认为这片扰动天气已属潜在热带气旋，对陆地构成威胁，但还不具备成为热带气旋的必要条件。9月13日清晨，船只及附近岛屿的观测结果表明系统下层中心结构已有改善，卫星图像显示东北象限形成狭窄的弧形螺旋带。美国国家飓风中心据此认为巴哈马伊柳塞拉岛以东约140公里洋面于9月13日下午18点左右形成热带低气压，再于仅六小时后升级成热带风暴并用“温贝托”（Humberto）命名。
气旋成型后缓慢转向西北，朝亚速尔高压的薄弱方位移动。9月14日，由于空气干燥，还有低压槽产生的风切变影响，温贝托发展受阻，结构上与热带气旋相比更接近副热带气旋。飓风猎人的观测结果表明，风暴中心逐渐对齐，表明上层风开始放缓。带状特征蓬勃发展，上层外流扩张，还逐渐形成明显的内部核心。9月16日午夜零点，温贝托在佛罗里达州卡纳维拉尔角东北偏东约280公里海域基本停止移动，并强化成2019年大西洋飓风季第三场飓风，然后在美国东岸上空的大规模上层低压槽影响下大幅转向东北。次日，气旋在水温达到29°（84°）左右洋面行进并继续增强，发展出直径55至65公里的大型风眼，周围是极其寒冷的云顶环绕，表明其中的雷暴活动非常强烈。虽然风暴的风场规模庞大且不对称，在南部半圆内范围最大，但气象机构还是根据9月17日的侦察机观测数据宣布温贝托在9月18日午夜零点左右升级成三级飓风。
9月19日午夜零点左右，气旋从百慕大西北方向约100公里近海掠过，在此期间达到最大持续风速每小时205公里的最高强度。部分卫星强度估算数值表明风暴达到四强飓风标准，进入南侧风眼墙的投落送测得时速256公里高空风速，地面风速每小时211公里。但这些数值是每两秒记录一次所得，不能代表持续风速。此外，百慕大的气象雷达图像表明风眼墙正受到快速侵蚀，所以最强风力可能源自飓风朝温带气旋转变期间产生的喷射气流，不能视为风暴在热带气旋阶段的真实强度。温贝托加速逼近西面正受到侵蚀的上层低压槽，因空气干燥且上层风变强开始减弱。9月20日午夜零点，风暴内已没有组织起来的深层对流，美国国家飓风中心为此宣布温贝托在阿瓦隆半岛开普雷斯西南偏南约925公里洋面转变成温带气旋。此后系统继续在大规模海域产生烈风强度风力，直至当天下午18点左右与更大规模的温带天气系统融合。

## 防灾措施
美国国家飓风中心将系统归类成潜在热带气旋后马上向除安德罗斯岛外的巴哈马西北地区发布热带风暴警告。9月13日凌晨三点，朱庇特至福禄喜雅县–布里瓦德县之间的佛罗里达狭地东海岸地区收到热带风暴观察预警，之后生效范围又向北面扩张，直至次日清晨中止。
9月16日晚21点，百慕大首度接获热带风暴观察预警，并于24小时后升级成飓风警告。风暴离开后，所有预警或警告到9月19日早上六点均已中止。温贝托的结构在逼近百慕大期间变化，对气象预测构成挑战，特别是抵达时间和风速强度方面。八艘原订前往百慕大的游轮改变航线以期避开风暴。早在9月16日，L·F·韦德国际机场管理人员就要求车辆不要停在洪水易发的长期停车区。随着局势恶化，机场于9月18日晚19点关闭，12架商业航班因此取消，飞机也在机场关闭期间转移。9月18日晚21点，百慕大实施宵禁，连接机场和岛上人口最多地区的堤道也在不久后关闭以防万一，轮渡服务同时关闭，公共汽车当天下午便中止作业。
百慕大政府在雪松桥学院设立唯一的官方飓风避难所，这里有来自多个机构的30名工作人员，可以为最多100人提供住宿。政府鼓励住在船上或是觉得家里不安全的居民前去躲避，最终有近50人前往。为了让公众了解风暴威胁，百慕大政府召开公共新闻发布会，启动应急措施组织的应急广播电台，还通过面世仅数月的新版官方移动应用程序“树蛙”发布最新信息。总督约翰·兰金要求百慕大皇家军团120名军人保持待命，救护车和百慕大电灯公司工作人员事先赶赴各重要地点准备随时应付突发状况。9月18日下午16点，岛上学校、企业和政府机关关闭。9月18至19日，百慕达证券交易所暂停作业，众多船主将停在码头的船转移到陆上固定。

## 影响

### 巴哈马

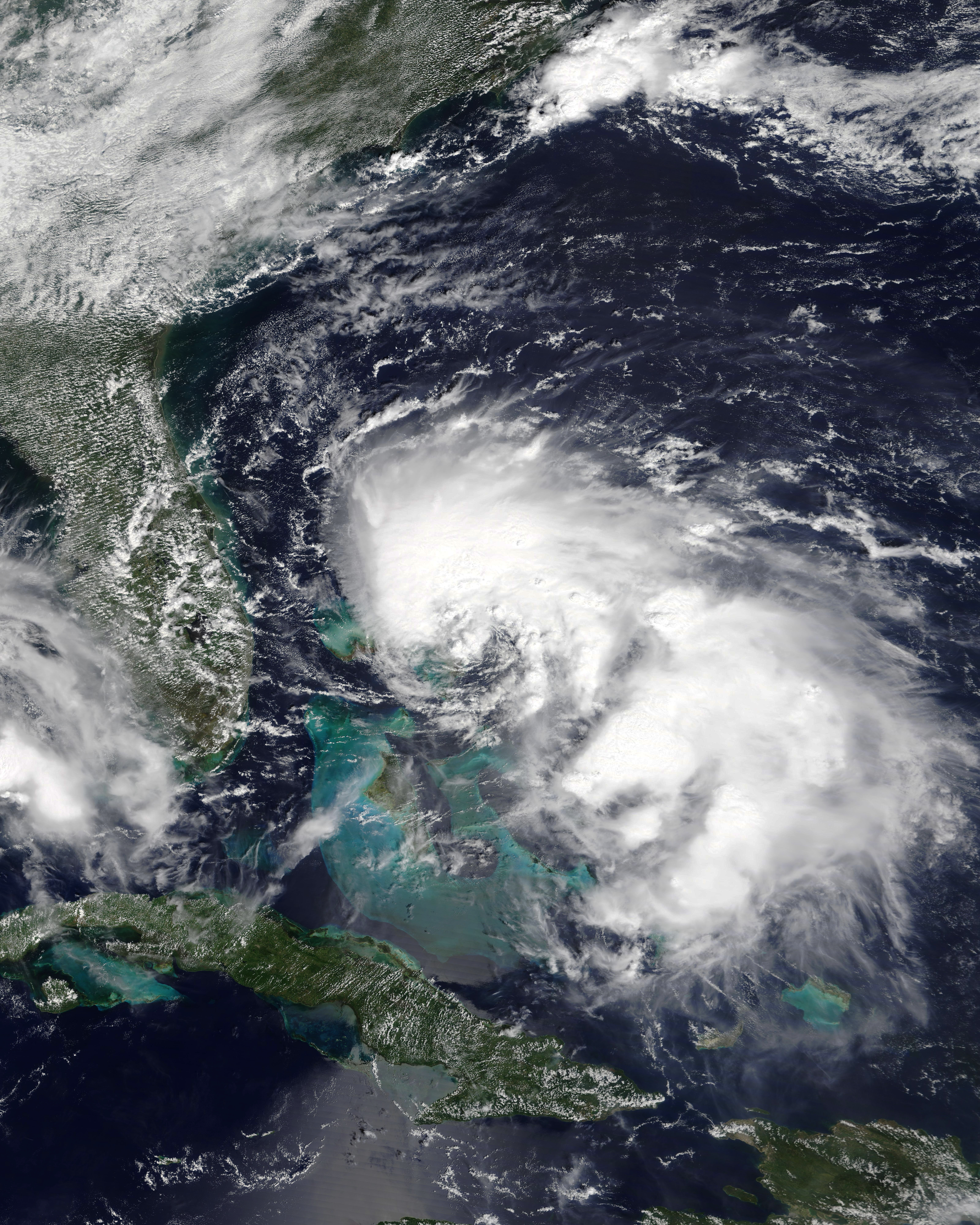
9月14日，热带风暴温贝托从巴哈马和佛罗里达州东侧经过

巴哈马曾在两周前受到飓风多利安重创，幸而热带风暴温贝托很大程度上只是虚惊一场。气旋从东侧经过期间，位于该国西北部的格兰德巴哈马国际机场所测持续风速只有每小时46公里，降水也很少。风暴逼近灾区期间，用于分发应急物资的小型机场短暂关闭。

### 美国
美国东岸连续多日受到气旋产生的离岸流影响，佛罗里达州东北部情况尤其危险，陆地强风致使海况恶劣，进而导致救援困难。9月14至15日，圣约翰斯县21名泳客在波涛汹涌的海上获救，但还是有一名25岁男子被离岸流卷走，经过两天搜索才找到遗体，另有一人情况危急需住院治疗。风暴外围在杜瓦尔县产生时速72公里阵风。佛罗里达州东岸降下小雨，并有0.3至0.46米的风暴潮。北卡罗莱纳州彭德县的托普塞尔海滩一名62岁男子步入浅水并被离岸流卷走后溺毙。
随着气旋强度和规模提升，强烈的卷浪向南冲击波多黎各北岸，阿瓜达最东北角的艾斯皮纳尔区发生沿海洪灾和海滩侵蚀，部分海滨建筑受损。

### 百慕大
温贝托产生的强劲西风对百慕大影响最大。最强风力的持续时间不长，从9月18日晚23点至次日凌晨两点，飓风也是这段时间距离最近。风暴期间当地气压和温度剧烈波动，并伴有强劲的湍流风。气旋右前象限很可能在飓风强度狂风遍布百慕大数小时前就催生出龙卷风，造成局部破坏，但尚无消息证实。温贝托的移动速度很快，仅产生40毫米降水，不足以冲洗掉会烧掉植物表面的残留盐分。群岛各地的风暴潮最高不到0.91米，而且此时适逢退潮，所以没有发生严重沿海洪灾。百慕大所测最低气压为970.4毫巴（百帕，28.66英寸汞柱），海浪以北岸最高，分析数值约为13米。
距离西北海岸14公里的近海浮标观测数据表明，百慕大部分地区的持续风速接近三级飓风标准。浮标在海拔六米处测得每小时152公里的十分钟持续风速，阵风时速209公里，折算成标准海拔下的一分钟持续风速为每小时178公里。珍珠岛的一分钟持续风速达到每小时161公里，阵风时速198公里。··韦德国际机场所测十分钟平均持续风速为每小时131公里，阵风时速187公里。高架站所测风力更强，位于圣乔治岛、平均海拔88米的海事行动中心测得时速232公里阵风。百慕大国家博物馆历史建筑“专员府邸”屋顶上的私人风速计测得时速高达309公里阵风，但美国国家飓风中心和百慕大气象局都认为数值受屋顶上人为因素造成的空气流动影响，不足采信。
狂风造成重大破坏，对树木、屋顶和输电线路影响尤其严重，并以群岛西部灾情突出。估计有500至600幢建筑的屋顶受损，其中包括百慕大警察局和桑迪斯教区的非裔卫理公会教堂。受此影响，当地保险公司截至9月24日已收到六百宗风暴相关的保险索赔。气旋来袭期间百慕大有2.79万户失去供电，占总数的八成。许多农民种植的水果和蔬菜受到重创，九成香蕉作物毁于一旦，估计要18个月才能恢复，对本已因进口香蕉带来虫害导致的香蕉短缺雪上加霜。多个苗圃温室被毁，包括一品红和蔬菜幼苗在内的植株活体死亡。··韦德国际机场的安全护栏和一个空桥损伤严重，百慕大皇家海军造船厂的一个集装箱被风刮落水中，估计已经沉没。风暴期间某男子试图驾驶游艇出海后遇险，游艇最终在小岛上撞毁。百慕大北岸近海热门潜水景点蒙大拿号外轮船残骸受损严重。百慕大气象局大院的一处卫星天线和多处天线被毁，探空气球发射台被狂风刮离地基。气象局同旗下多普勒气象雷达系统的联系也在风暴期间中断。首府哈密尔顿没有遭受重大破坏，但有部分城市公园为保安全暂不向公众开放。百慕大消防救援局接到多起小火灾和其他事故报告。整场飓风一共对百慕大造成超过2500万美元经济损失，所幸无人伤亡。

## 善后
飓风过去后，百慕大部分道路因树木倒塌、输电线路中断或半悬空中而无法通行，政府官员建议居民暂时不要外出。百慕大皇家军团从9月19日清晨开始协助政府机构清理道路上的瓦砾。面对大量受损的植物，马什·富利堆肥厂取消植被垃圾入场费。连接机场和繁华地区的堤道经结构工程师评估后于9月29日中午时分恢复通行，··韦德国际机场赶工修复受损围栏后也在几乎同一时间开放。9月20日，政府机构、企业和大部分轮渡线路恢复正常运作，公立学校因尚在建筑评估需要晚一天开放。百慕大电灯公司工作人员持续修复电力基础设施，停电用户从9月21日早上的一万户降至26日的一千户。该公司是百慕大唯一的供电企业，修复工作得到退休职工和美国某电力公司协助。海盐的腐蚀作用引发数起电线杆火灾，短暂影响修复进展，风暴过去十天后仍有局部地点停电。此外，群岛绝大多数地区很快得到清理，但也有少数街道和百慕大铁路步道部分路段持续阻塞数周之久。
飓风过去后，受损建筑很快覆上苫布保护。百慕大规划局放宽建筑许可要求，以期加快修复风暴造成的六类建筑损伤。受当地采石场产能不足引发的板岩短缺影响，许多居民的屋顶只能临时修复。南面逐渐增强的飓风杰里对百慕大有潜在威胁，所以温贝托过境后群岛很快就开始防灾准备。最终杰里有惊无险地在逼近百慕大期间消退成残留低气压，群岛仅有短时恶劣天气。英属维尔京群岛总理安德鲁·法希表示英属维尔京群岛政府准备伸出援手。